# Мианмарска чипоноса маймуна
Мианмарска (Бирманска) чипоноса маймуна (Rhinopithecus strykeri) е нов вид маймуна от семейство Коткоподобни маймуни.
На местните диалекти в Мианмар е наричан mey nwoah, което в превод буквално означава маймуна с обърнато нагоре лице. По думите на местните ловци при дъжд в тропическата гора водата попада в носа им и те силно кихат. Поради тази причина са наблюдавани маймуни, които при валеж държат главата между краката си.

## Разпространение и численост
Сведенията са, че видът е разпространен в северната провинция на Мианмар, Качин. Видът е разпространен между поречията на реките Меконг и Салуин. Известни са три или четири стада с обща численост 260 – 330 индивида. Видът обитава територия от 270 km² на надморска височина от 1700 до 3200 m.

## История на откриването
Първите сведения за вида са получени в началото на 2010 година. Това става при експедицията на швейцарския приматолог Томас Гайсман и Нгве Лвин. Учените били в района на Качин във връзка с проучване на гибоните от новооткрития род Hoolock. Научното име на вида е дадено от филантропа Джеф Страйкър.
Местни ловци показали на Гайсман кожа и череп от примат, който не бил известен до момента. По-късно мъж и жена също предават кожа от това животно. При експедиция Гайсман наблюдава седем възрастни с малко, но не успява да заснеме маймуните и да ги изучи в детайли.

## Описание
Космената покривка на тялото е черна с отделни бели, отделени с ясни граници петна. Космите на главата са къси и тънки с добре изразен кичур. Ушите и брадичката са бели, мустаците са белезникави. Перинеалната област е бяла с ясно определени граници. Крайниците са предимно черни, а вътрешните страни на горната част на ръцете и горната част на краката са черно кафяви. Лицето е голо с бледо розова кожа. Опашката е приблизително 1,4 пъти спрямо тази от дължината на тялото. Дължината на тялото е 55,5 cm, а опашката 78 cm.